# Atmos Energy
Atmos Energy Corporation (NYSE: ATO) er et amerikansk naturgasforsyningsselskab, der har hovedkvarter i Dallas, Texas. De har ca. 3 mio. naturgaskunder i 1.400 lokalsamfund i ni delstater. 